# ساریجاکایا
ساریجاکایا (به ترکی استانبولی: Sarıcakaya) یک منطقهٔ مسکونی در ترکیه است که در استان اسکی‌شهر واقع شده‌است. ساریجاکایا ۲۹۷ متر بالاتر از سطح دریا واقع شده‌است.